# Districte de Parthenay
El Districte de Parthenay és un dels tres districtes del departament francès de Deux-Sèvres, a la regió de la Nova Aquitània. Té 8 cantons i 77 municipis. El cap del districte és la sotsprefectura de Parthenay.

## Cantons
cantó d'Airvault - cantó de Mazières-en-Gâtine - cantó de Ménigoute - cantó de Moncoutant - cantó de Parthenay - cantó de Saint-Loup-Lamairé - cantó de Secondigny - cantó de Thénezay